# Kevin Edwards
Kevin Durrell Edwards (Cleveland Heights, 30 ottobre 1965) è un ex cestista statunitense, professionista nella NBA.

## Carriera
Dopo aver giocato a livello liceale per la Saint Joseph Academy di Cleveland, Ohio è passato alla DePaul University.
Finita la carriera NCAA è stato scelto nel draft NBA 1988 al primo giro con il numero 20 dai Miami Heat. 
In 11 stagioni passate nella NBA ha segnato 10,9 punti di media partita, con un massimo di 14 nei suoi due primi anni ai New Jersey Nets. Nell'anno da matricola è stato inserito nel secondo miglior quintetto dei rookie.

## Statistiche

### College
| Anno      | Squadra          | PG | PT | MP   | TC%  | 3P%  | TL%  | RP  | AP  | PRP | SP  | PP   |
| --------- | ---------------- | -- | -- | ---- | ---- | ---- | ---- | --- | --- | --- | --- | ---- |
| 1986-1987 | DePaul B. Demons | 31 | 30 | 34,2 | 53,6 | 44,4 | 80,8 | 5,0 | 3,2 | 2,1 | 0,3 | 14,4 |
| 1987-1988 | DePaul B. Demons | 30 | -  | 33,3 | 53,3 | 44,6 | 78,3 | 5,3 | 3,9 | 2,3 | 0,6 | 18,3 |
| Carriera  | Carriera         | 61 | 30 | 33,8 | 53,4 | 44,6 | 79,3 | 5,1 | 3,5 | 2,2 | 0,4 | 16,3 |

### NBA

#### Regular Season
| Anno      | Squadra             | PG  | PT  | MP   | TC%  | 3P%  | TL%  | RP  | AP  | PRP | SP  | PP   |
| --------- | ------------------- | --- | --- | ---- | ---- | ---- | ---- | --- | --- | --- | --- | ---- |
| 1988-1989 | Miami Heat          | 79  | 62  | 29,7 | 42,5 | 27,0 | 74,6 | 3,3 | 4,4 | 1,8 | 0,3 | 13,8 |
| 1989-1990 | Miami Heat          | 78  | 54  | 28,3 | 41,2 | 30,0 | 76,0 | 3,6 | 3,2 | 1,6 | 0,4 | 12,0 |
| 1990-1991 | Miami Heat          | 79  | 16  | 25,3 | 41,0 | 28,6 | 80,3 | 2,6 | 3,0 | 1,6 | 0,6 | 12,1 |
| 1991-1992 | Miami Heat          | 81  | 1   | 22,7 | 45,4 | 21,9 | 84,8 | 2,6 | 2,1 | 1,2 | 0,2 | 10,1 |
| 1992-1993 | Miami Heat          | 40  | 30  | 28,4 | 46,8 | 29,4 | 84,4 | 3,0 | 3,0 | 1,7 | 0,3 | 13,9 |
| 1993-1994 | N.J. Nets           | 82  | 82  | 33,3 | 45,8 | 35,4 | 77,0 | 3,4 | 2,8 | 1,5 | 0,4 | 14,0 |
| 1994-1995 | N.J. Nets           | 14  | 14  | 33,3 | 44,8 | 40,0 | 95,2 | 2,6 | 1,9 | 1,4 | 0,4 | 14,0 |
| 1995-1996 | N.J. Nets           | 34  | 33  | 29,6 | 36,4 | 40,4 | 81,0 | 2,2 | 2,1 | 1,6 | 0,2 | 11,6 |
| 1996-1997 | N.J. Nets           | 32  | 0   | 14,9 | 37,7 | 34,9 | 86,0 | 1,3 | 1,8 | 0,5 | 0,1 | 5,9  |
| 1997-1998 | N.J. Nets           | 27  | 5   | 13,0 | 34,9 | 36,4 | 86,7 | 1,3 | 1,0 | 0,8 | 0,0 | 3,4  |
| 1997-1998 | Orlando Magic       | 12  | 0   | 11,3 | 33,9 | 50,0 | 85,0 | 1,7 | 1,1 | 0,4 | 0,1 | 4,9  |
| 2000-2001 | Vancouver Grizzlies | 46  | 5   | 13,8 | 32,9 | 26,3 | 81,1 | 1,8 | 1,1 | 0,6 | 0,2 | 3,5  |
| Carriera  | Carriera            | 604 | 302 | 25,4 | 42,3 | 33,5 | 80,3 | 2,7 | 2,7 | 1,4 | 0,3 | 10,9 |

#### Playoffs
| Anno     | Squadra    | PG | PT | MP   | TC%  | 3P% | TL%  | RP  | AP  | PRP | SP  | PP   |
| -------- | ---------- | -- | -- | ---- | ---- | --- | ---- | --- | --- | --- | --- | ---- |
| 1992     | Miami Heat | 3  | 0  | 18,3 | 38,5 | -   | 62,5 | 2,3 | 2,3 | 0,7 | 0,0 | 5,0  |
| 1994     | N.J. Nets  | 4  | 4  | 37,0 | 36,0 | 0,0 | 92,9 | 4,0 | 2,3 | 1,3 | 0,3 | 12,3 |
| Carriera | Carriera   | 7  | 4  | 29,0 | 36,5 | 0,0 | 81,8 | 3,3 | 2,3 | 1,0 | 0,1 | 9,1  |

## Palmarès
- NBA All-Rookie Second Team (1989)